# Águias Americanas
Air Force (bra/prt: Águias Americanas) é um filme norte-americano de 1943, dos gêneros ação, drama, histórico, dirigido por Howard Hawks, estrelado por John Garfield, John Ridgely, Harry Carey e Gig Young.

## Elenco
- John Ridgely ... Irish Quincannon
- Gig Young ... Bill Williams
- Arthur Kennedy ... Bombardeador Tommy McMartin
- Charles Drake ... tte. Monk Hauser
- Harry Carey ... Robbie White, Chefe de equipe
- George Tobias ... Weinberg, Assistente de equipe
- Ward Wood ... Peterson, Operador de rádio
- Ray Montgomery ... Chester, Assistente do operador de rádio
- John Garfield ... Joe Winocki, Metralhador aéreo
- James Brown ... Tex Rader, Piloto perseguidor
- Stanley Ridges ... Major Mallory
- Willard Robertson ... Coronel no Campo Hickam
- Moroni Olsen ... Coronel Blake - Comandante em Manila
- Edward S. Brody ... J.J. Callahan, Sargento da Marinha
- Richard Lane ... Major W.G. Roberts
- Bill Crago ... Moran, Piloto em Manila
- Faye Emerson ... Susan McMartin - irmã de Tommy
- Addison Richards ... Major Daniels
- James Flavin ... Major A.M. Bagley

## Sinopse
A tripulação de um bombardeiro da Força Aérea chega em Pearl Harbor, no rescaldo do ataque japonês e é enviado para Manila para ajudar na defesa das Filipinas.[carece de fontes?]